# 佐藤潤象

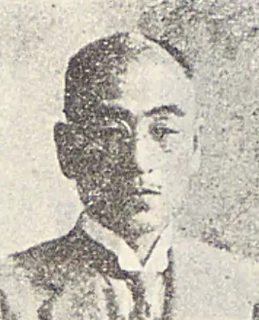
佐藤 潤象

佐藤 潤象（さとう じゅんぞう、1862年9月19日（文久2年8月24日） - 1953年（昭和28年）7月11日）は、日本の実業家、政治家。朝鮮鉄道などを設立したのち、衆議院議員（1期）。

## 経歴
熊本県出身。二松学舎で漢学を学び、同人社で英語を学ぶ。1883年、同郷の鎌田景弼が佐賀県令に任命されると池辺三山、高橋長秋と共に佐賀県属となり、22歳で会計を担当する。その後熊本県収税属、同県属、農商務省営林主事、同林務官補、同林務官を歴任。
この間、大韓帝国政府に招かれ、大倉喜八郎、高島義恭らと計り釜山埋築(株)を設立したのち、1907年に牟田口元学と朝鮮瓦斯電気㈱を設立し、同専務取締役。1916年に朝鮮中央鉄道(株)を設立し、専務取締役。朝鮮軽便鉄道各(株)取締役となり、合併で朝鮮鉄道(株)が設立されると同社常務取締役に就任。
1924年の第15回衆議院議員総選挙において、憲政会が地元出身の清浦奎吾の内閣と対立することに不満を持った熊本電気を中心とする高橋長秋、紫藤章ら実業家が、林市蔵を当初推したが、安達謙蔵が林が憲政会に入党しないなら協力できないと拒否したため、中立候補として旧藩主・細川家の家令の息子である潤象を擁立、林市蔵、狩野直喜（京都帝国大学教授）、松浦有志太郎、鳥居素川の強力な支援を受けて、熊本1区から無所属で立候補、憲政会の長老・山田珠一を倒して当選した。のち新正倶楽部に移り、衆議院議員を1期務めた。1928年の第16回衆議院議員総選挙には立候補しなかった。1953年死去。

## 家族
- 父：佐藤求五(熊本の惣庄屋)、旧藩主・細川家の家令。墓碑銘は同郷の文部大臣・井上毅が撰書した[11]。
- 妻：チヨ(工藤孫次郞長女)
- 長男：求太は早世。
- 二男：佐藤敏人（外務官僚）はサンフランシスコ総領事。
  - 妻：輝子（第六高等学校教授を務めた田中三四郎の長女、評論家の石垣綾子の姉）[12]。
  - 長男：佐藤晃一（日本銀行職員、ホテルオークラ社長）[13][6][14][15]。
  - 長女：華子　西田誠哉（次席国連大使、駐イタリア大使）の妻。
- 三男：佐藤朝生（内務官僚）は人事院初代事務総長、総理府総務副長官[16]、札幌冬季五輪組織委員会事務総長[17]。
  - 妻：富美子（朝日新聞編集主幹、海軍経理学校・早稲田大学教授を務めた経済学博士・牧野輝智の長女）[18][19]。
- 四男：佐藤正二（外務官僚）は外務事務次官や駐中国大使を務めた。